# مارثا وينرايت
مارثا وينرايت (بالإنجليزية: Martha Wainwright)‏ (و. 1976  م) هي مغنية مؤلفة، ومغنية، وفنانة، وموسيقية، وملحنة من الولايات المتحدة، وكندا، ولدت في مونتريال، تستخدم آلات قيثارة.

## وصلات خارجية
- مارثا وينرايت على موقع IMDb (الإنجليزية)
- مارثا وينرايت على موقع ميتاكريتيك (الإنجليزية)
- مارثا وينرايت على موقع ميوزك برينز (الإنجليزية)
- مارثا وينرايت على موقع أول ميوزيك (الإنجليزية)
- مارثا وينرايت على موقع ديسكوغز (الإنجليزية)
- مارثا وينرايت على موقع قاعدة بيانات الفيلم (الإنجليزية)

- مارثا وينرايت في قاعدة بيانات الأفلام على الإنترنت